# Koncession
Koncession betyder medgivande eller eftergift. 
Mer specifikt kan det betyda "tillstånd att bedriva viss verksamhet". Ordet koncession kommer från det latinska concessio, en bildning av concedere, som betyder medgiva eller tillstädja.
Koncession är ett av en statsmakt meddelat tillstånd att bedriva en verksamhet eller näring. Anledningen till att ett koncessionsförfarande i vissa fall behövs kan förklaras av att verksamheten har stor betydelse för samhällssystemet, fordrar ensamrätt eller har återverkningar på andras rättsområden. Det kan vara verksamheter som påverkar den allmänna säkerheten, den ekonomiska stabiliteten eller miljön.
För utvinning av naturresurser som olja och malm tillämpas i en del länder produktionsdelningsavtal (production sharing agreement, PSA), som innebär att vinsten efter avdrag för kostnaderna för utvinningen delas (vanligen 50/50 procent) mellan staten och det bolag som har koncessionen. Om ett bolag med koncession lyckas överdriva sina kostnader, blir det mindre vinst att dela med staten. Detta hände i Ryssland under 1990-talet, när Boris Jeltsin frikostigt delade ut koncessioner som oligarker kunde sko sig på. Vladimir Putins kamp mot oligarkerna gick bland annat ut på att riva upp och omformulera sådana avtal, vilket blev mycket lönsamt för ryska staten. Oljeverksamheten i Norge är hårdare reglerad, för att vinsterna skall komma hela befolkningen till del. 

## Sverige

### Gruv- och torvtäktsverksamhet
Exempel på områden där koncession ofta krävs är för gruvverksamhet, torvtäkt, försäkringsverksamhet eller bankverksamhet. I äldre tider meddelades motsvarigheten till koncession genom utfärdande av privilegiebrev. 
Enligt lagen (1985:620) om vissa torvfyndigheter finns det två typer av koncession, undersökningskoncession eller bearbetningskoncession. 
Frågor om koncession prövas av länsstyrelsen i det län där det område som avses med ansökningen ligger.

### Försäkringsverksamhet
Tillsynen av försäkringsbolagen utövas av Finansinspektionen som sammanställt information om kraven för koncession.

### Bankverksamhet
Koncession för bankverksamhet kallas oktroj.

### Naturgasdistribution
Den som vill anlägga och driva naturgasledningar måste söka koncession för den delen som kallas transmissionsledningar, det vill säga ligger före en mät- och reglerstation. Sådan koncession meddelas av regeringen. Koncession fordras också för lagringsanläggningar och förgasningsanläggeningar. Tillsyn utövas av Energimarknadsinspektionen.
En ansökan om koncession ska innehålla uppgift om
1. det överföringsbehov som naturgasledningen är avsedd att tillgodose,
2. det behov som mät- och reglerstationen eller kompressorstationen är avsedd att tillgodose, och
3. de alternativa sträckningar av naturgasledningen och de alternativa placeringar av stationen som sökanden undersökt samt resultatet av de samråd som föregått ansökan.[5]

### Renskötsel
Den som är same kan få koncession att driva renskötsel i Norrbottens län nedanför lappmarksgränsen inom område där renskötsel av ålder förekommer under hela året.

## Andra koncessioner
Enligt folkrätten kan en koncession också vara ett territorium som administreras av en makt annan än den stat som har suveränitet över territoriet. Detta är ofta en kolonialmakt eller ett handelskompani, som engelska ostindiska kompaniet. I Kina var koncessioner vanliga under Qingdynastin och de mest kända koncessionerna fanns i städer som Shanghai, Tianjin och Xiamen.